# Arboridia trinotata
Arboridia trinotata är en insektsart som beskrevs av Sohi och Mann 1992. Arboridia trinotata ingår i släktet Arboridia och familjen dvärgstritar. Inga underarter finns listade i Catalogue of Life.